# گنبد غازان خان

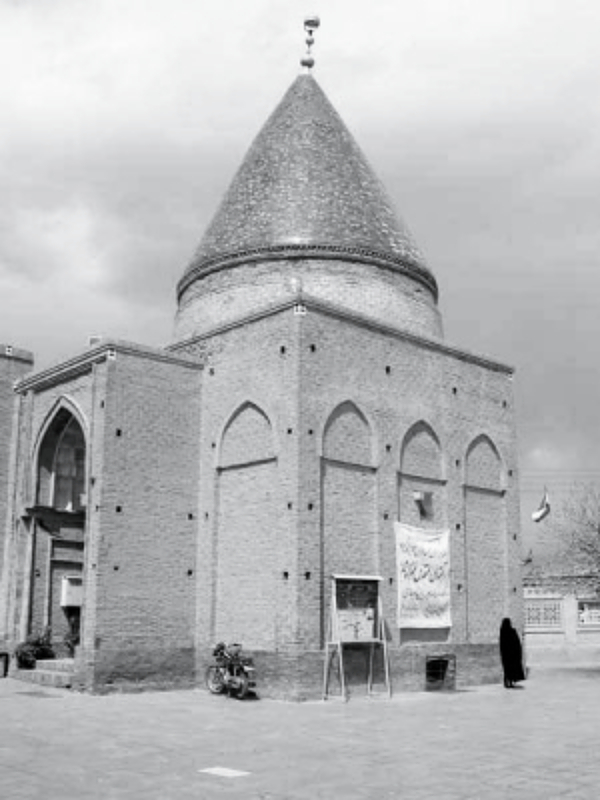
عکسی قدیمی از گنبد غازان خان

گنبد غازان‌ خان بنایی تاریخی در میدان امام خمینی شهر بسطام، استان سمنان است. این بنا شکلی مربعی دارد که ابعاد آن ۷٫۵ در ۷٫۵ متر بوده و در بخش شمالی مقبره ی بایزید بسطامی ساخته شده است. گنبد این بنا به شکل مخروط است و ارتفاعی حدود ۲۰ متر دارد. تاریخ ساخت این گنبد را سال ۷۰۲ قمری تخمین می زنند و ساخت آن را به غازان‌خان مغول نسبت می‌دهند. این بنا در بدنه خارجی خود طاق‌ نماهایی دارد و با گچ‌بری، آجرکاری و کاشی‌های فیروزه‌ای روی خود گنبد، تزیین شده که جلوه ای زیبا و آسمانی به آن داده است.
گنبد غازان خان دو پوسته بوده و از دو لایه بیرونی و درونی تشکیل شده است. پوسته بیرونی محافظ گنبد است و پوسته درونی نیز نقش سازه ای را ایفا و ارتفاع و پایداری سازه را تعدیل می کند. 

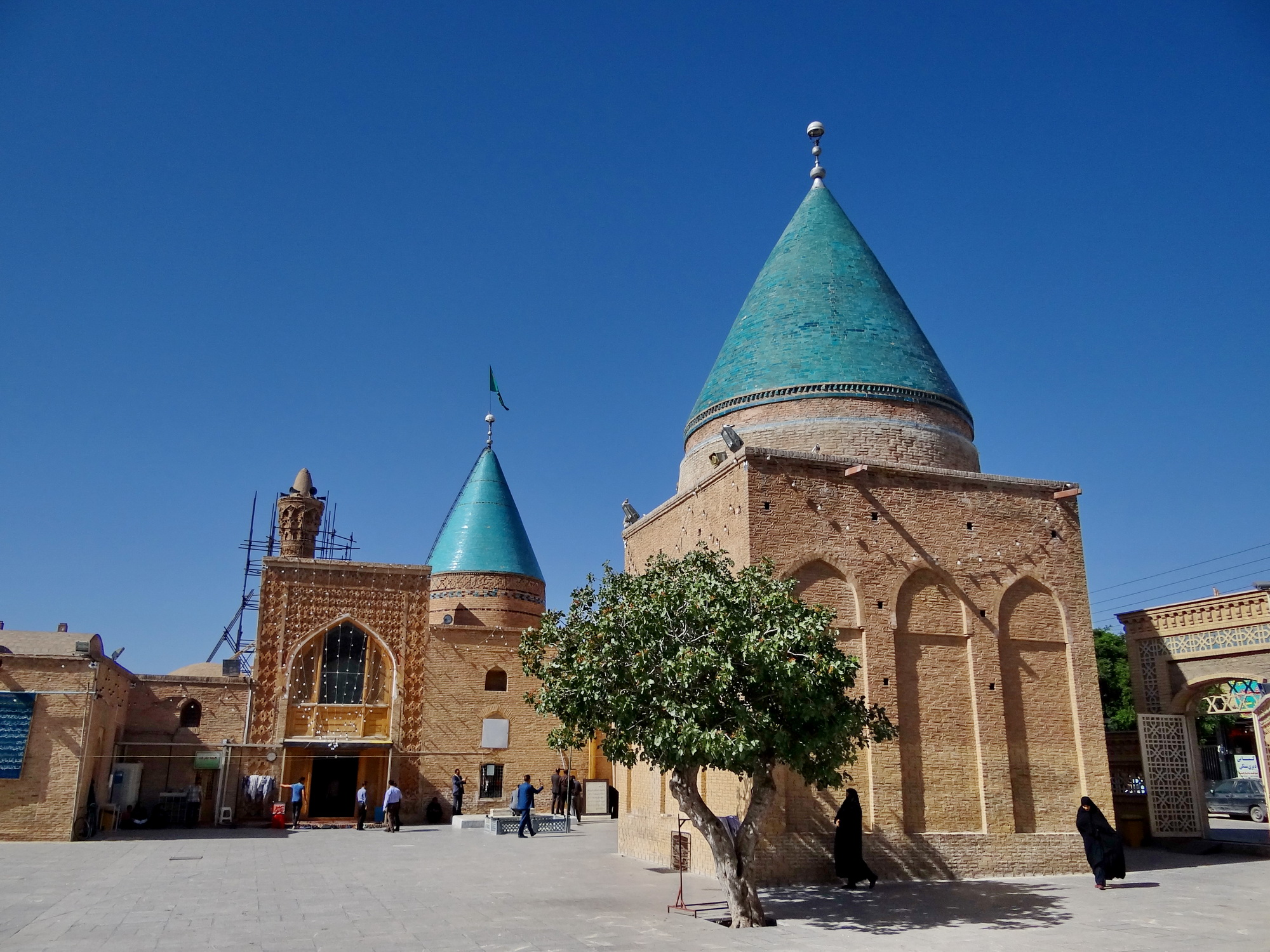
آرامگاه بایزید بسطامی در روزگار کنونی

در میان دو گنبد، یک ایوان قرار دارد که به ایوان غازان خان مشهور است. در داخل این ایوان چیزی نیست و سطح آن نیز کوچک و بن بست است. بر روی ایوان نیز گچبری هایی دیده می شود. ساختمان آن تقریباً متناسب و با اسلوب معماری صحیح ساخته شده است.
گفته می شود غازان خان در نظر داشته که در ابتدا جسد بایزید را به زیر گنبد منتقل کند. اما چون در خواب، بایزید را از این کار ناراضی می بیند، از تصمیم خود منصرف می شود و به همین دلیل گنبد در بخش شمالی آرامگاه وی است. 